# Rennes-en-Grenouilles
Rennes-en-Grenouilles è un comune francese di 112 abitanti situato nel dipartimento della Mayenne nella regione dei Paesi della Loira.

## Società

### Evoluzione demografica
Abitanti censiti